# (360762) FRIPON
(360762) FRIPON est un astéroïde de la ceinture principale.

## Description
(360762) FRIPON est un astéroïde de la ceinture principale. Il fut découvert le 4 janvier 2005 à Vicques (Jura) par l'Observatoire de Vicques. Il présente une orbite caractérisée par un demi-grand axe de 2,44 UA, une excentricité de 0,16 et une inclinaison de 2,1° par rapport à l'écliptique, nommé d'après FRIPON.

## Compléments